# Praça Venâncio Neiva
A Praça Venâncio Neiva é um logradouro público da cidade de João Pessoa, capital do estado brasileiro da Paraíba. Construída pelo governador Francisco Camilo de Holanda em 1917, foi inaugurada às 17 horas do dia 21 de julho do mesmo ano. Situa-se ao lado do atual Palácio da Redenção.
Originalmente foi destinada à prática da patinação, e era lá que um grande número de pessoas dedicava as tardes dos domingos e feriados a correr sobre os patins. Posteriormente, o governador João Pessoa demoliu o rinque de patinação, mandando erguer o pavilhão central, em arquitetura chinesa, para o serviço dos chás das cinco, no estilo britânico. A partir daí, passou a chamar-se «Pavilhão do Chá», embora a praça — uma das mais expressivas da capital paraibana — tenha o nome oficial de Venâncio Neiva, outro governante do estado.
Nos anais da Sociedade Brasileira de Pesquisa Histórica de 1989 há a seguinte citação sobre o logradouro:
(...) a praça Venâncio Neiva também ensejará instalaçáo de um coreto, a 21 de julho de 1917, com bênção procedida pelo Arcebispo Dom Adauto. Assegurando magnífica vista para os longes do rio Sanhauá, esse coreto, misto de estilos grego e renascença, possui especificidades, sendo uma delas passagem subterrânea, em forma de túnel, da rua para o interior da praça.
A praça constitui-se ainda em ponto de reunião de intelectuais e jovens namorados. Seus canteiros de plantas datam de sua inauguração, embora já tenham passado por algumas modificações importantes.
Tombado pelo Instituto do Patrimônio Histórico e Artístico do Estado da Paraíba (Iphaep), o logradouro possui também um expressivo coreto.

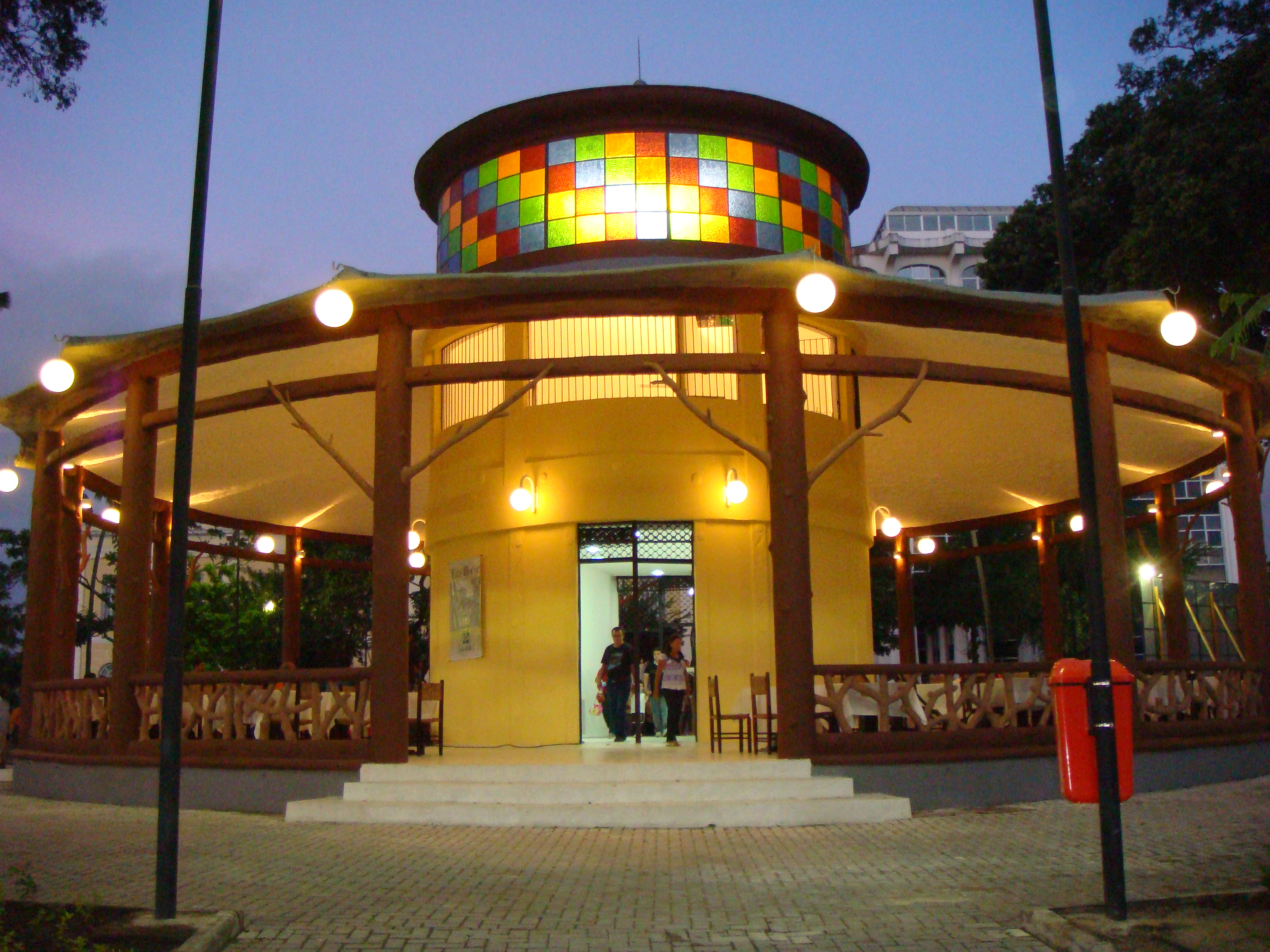
Pavilhão do Chá, no centro da praça
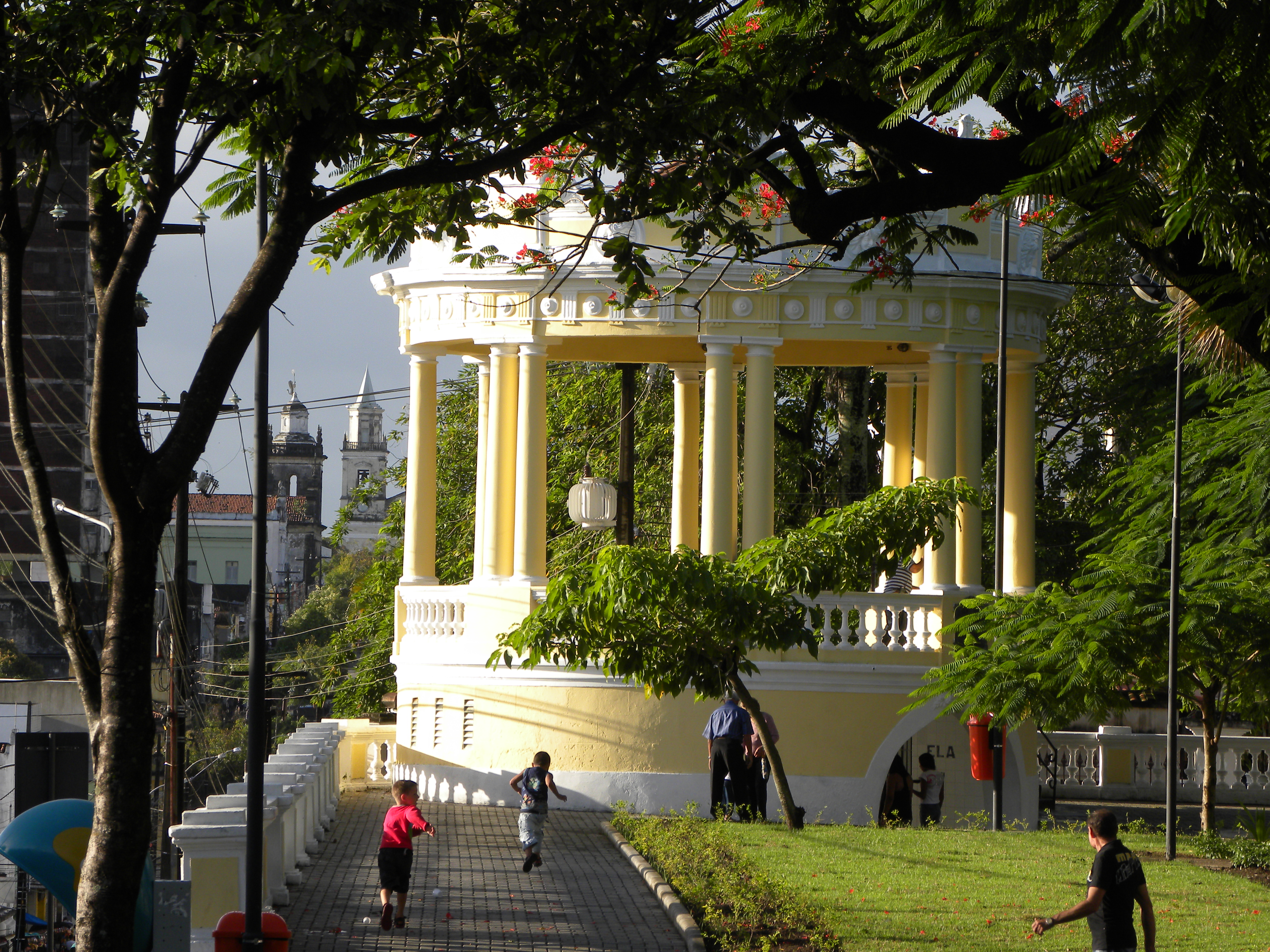
Vista aproximada do coreto
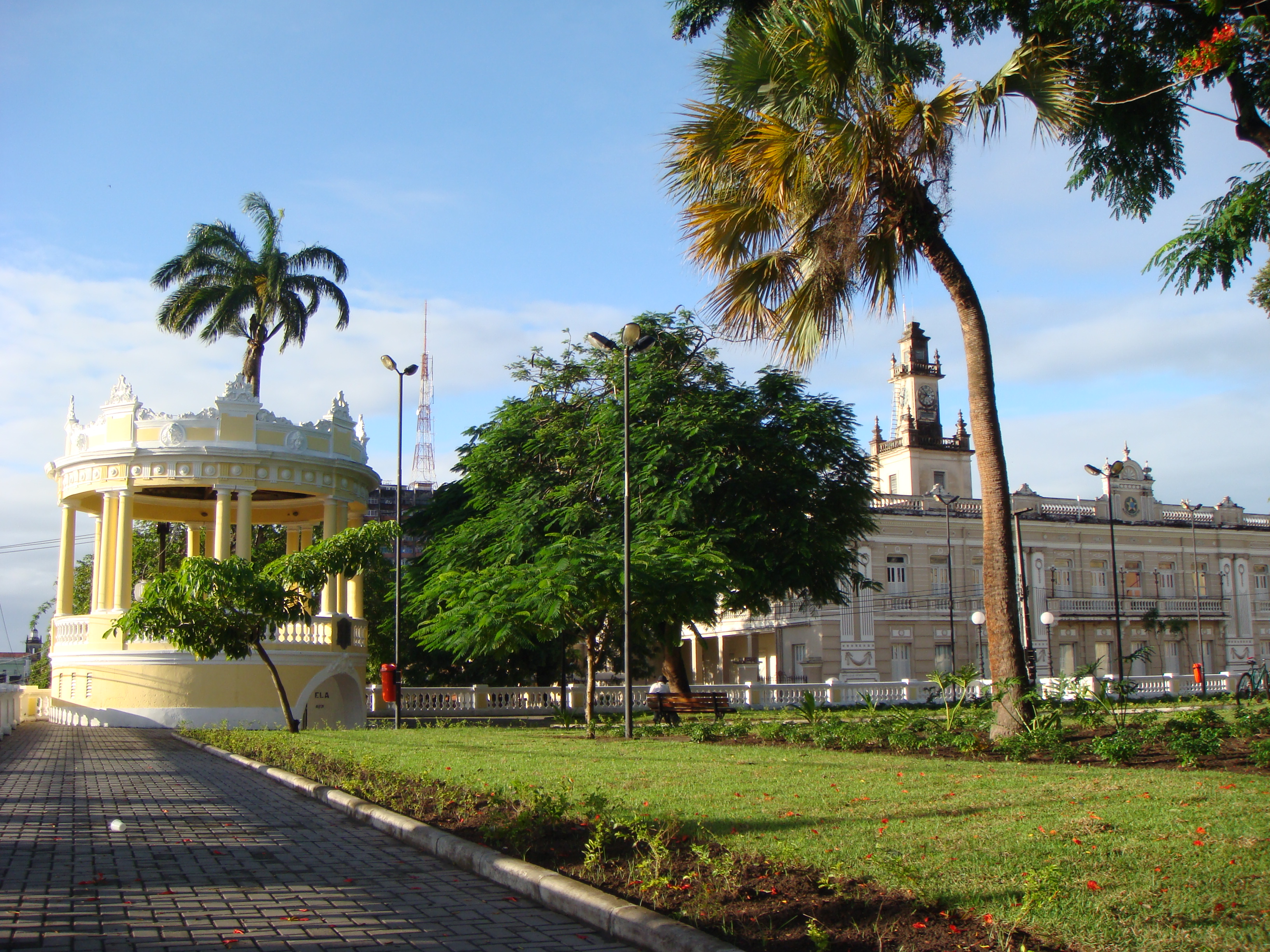
Coreto ao fundo